# Phora michali
Phora michali är en tvåvingeart som beskrevs av Ronald Henry Lambert Disney 1998. Phora michali ingår i släktet Phora och familjen puckelflugor. Inga underarter finns listade i Catalogue of Life.